# 26546 Arulmani
26546 Arulmani è un asteroide della fascia principale. Scoperto nel 2000, presenta un'orbita caratterizzata da un semiasse maggiore pari a 2,9087530 UA e da un'eccentricità di 0,0172624, inclinata di 3,49357° rispetto all'eclittica.